# Berner Modell
Das Berner Modell ist eine Vorgehens- und Planungsphilosophie in der Strassen- und Verkehrsplanung, die seit Mitte der 1980er Jahre vom Kanton Bern in Zusammenarbeit mit Fachleuten entwickelt und umgesetzt wurde. Ein Resultat ist die Begegnungszone.
Dabei werden menschen- und umweltgerechte Verkehrslösungen im Sinne aller Verkehrsteilnehmer angestrebt. Strassen werden nicht mehr nur im technischen Sinne betrachtet, sondern umfassend. Besonderes Augenmerk wird darauf gerichtet, dass man ohne Ampeln und Verkehrsschilder umplant und dafür die Aufmerksamkeit aller Verkehrsteilnehmer aufeinander erhöht.

## Absichten
Viele Strassen in Ortschaften und Städten genügen den an sie gestellten Anforderungen nicht mehr in vollem Umfang. Jede Nutzergruppe, also Fahrzeugführer, Radfahrer und Fussgänger, öffentliche Verkehrsmittel, Anwohner, Geschäfte und Gewerbetreibende, hat ihre eigenen Anforderungen an die Strassenraumgestaltung, was zunehmend zu Konflikten führt. Diese äussern sich in Form von erschwerten Querungsmöglichkeiten, abnehmender Verkehrssicherheit, grösser werdenden Zeitverlusten und Stau, wachsender Lärm- und Luftbelastung, sinkenden Umsätzen von Läden bis hin zur Vernachlässigung und Verslumung der angrenzenden Liegenschaften. Auf den meisten ausschliesslich nach technischen Überlegungen gebauten Strassen dominiert der Kfz-Verkehr das Ortsbild. Dieser beeinträchtigt das lokale Leben und Begegnen, aber auch die lokale Wirtschaft.
Lange Zeit wurden die neu entstandenen Verkehrsprobleme aus dem Ansteigen des Kfz-Verkehrs mit einem Kfz-gerechten Ausbau der Straßeninfrastruktur begegnet. In den 1970er-Jahren bewirkten unter anderem die stark steigenden Unfallzahlen erstmals ein Nachdenken über Verträglichkeiten und den Umgang mit dem Strassenraum. Dieser darf nicht mehr alleine auf die Bedürfnisse der Autofahrer und des öffentlichen Verkehrs ausgerichtet sein. Es braucht Verkehrslösungen, die die Anliegen der Menschen, der Siedlung, der Umwelt und aller Verkehrsteilnehmenden gleichwertig miteinbeziehen. Strassenräume sind deshalb nicht ausschliesslich im technischen, sondern vielmehr in einem umfassenden Sinne zu reparieren. Bei der Sanierung und Umgestaltung von Strassen sind auch Freiräume für die künftige Siedlungs- und Verkehrsentwicklung zu schaffen. Reparieren und Reserven schaffen – das Konfliktpotential ist offensichtlich. Das Berner Modell setzt auf das frühzeitige Erkennen von Konflikten. Es kombiniert innovative Lösungen und das Lernen aus Erfahrung mit systematischen wissenschaftlichen Wirkungskontrollen. Die nach dem Berner Modell geplanten neueren Strassenumgestaltungen weisen bezüglich Vorgehens- und Planungsphilosophie Parallelen zu Shared Space auf. Einzelne Umgestaltungen – insbesondere die Schwarzenburgstrasse im Zentrum von Köniz – gelten auch bezüglich der konkreten baulichen Lösung als Paradebeispiele für den Lösungsansatz von Shared Space.

## Schlüsselelemente
Die verkehrspolitischen Grundsätze des Kantons Bern zielen auf eine Ausrichtung der Siedlungsentwicklung auf die Verkehrsinfrastrukturen, insbesondere auf das Netz des öffentlichen Verkehrs. Verkehrsprobleme werden ganzheitlich – im Zusammenspiel von öffentlichem Verkehr, motorisiertem Individualverkehr und Fussgänger- und Fahrradverkehr analysiert und angegangen. Mobilitätsstrategien und Korridorstudien dienen als Richtschnur für die Erarbeitung der Ausbauprogramme, der Verkehrs-, Betriebs- und Gestaltungskonzepte sowie der Projekte.
Instrumente zur konkreten Umsetzung schlagen die Brücke von den verkehrspolitischen Grundsätzen zu den Projekten und deren Umsetzung. Massgebend sind Grenzen. Die technisch mögliche Kapazität – oder sogar eine darüber liegende Nachfrage – ist nicht das allein ausschlaggebende Kriterium. Massgebend sind Belastbarkeiten, die sich aus der Mischung der Anforderungen der Strassenbenutzenden, aber auch aus jenen des Umfeldes und der Umwelt, ergeben. Eine solche „angebotsorientierte“ Strassenplanung schafft eine nachvollziehbare und transparente Diskussionsgrundlage für einen Dialog mit der Bevölkerung. Wichtiges Instrument ist dabei das Verkehrs-, Betriebs- und Gestaltungskonzept.
Im partizipativen Planungsprozess erfolgt die frühzeitige Einbeziehung der Bevölkerung. Die Partizipation erlaubt es, die Ziele gemeinsam festzulegen und das Projekt schrittweise zu entwickeln. Dabei kommen Konflikte rechtzeitig auf den Tisch und werden ausdiskutiert. Das Lernen voneinander, sich Neuem öffnen, Schritte aufeinander zugehen, all dies führt letztlich zum erforderlichen Konsens. Der „Regelkreis“, nach dem unser Tun auf der Erfahrung beruht, wird verlassen. Weiterentwicklungen werden möglich.
Das Berner Modell führt ein neues Rollenverständnis ein. Die Verantwortlichen und die Planenden sind nicht mehr nur Expertin oder Experte. Sie moderieren zusätzlich Prozesse, sind Fürsprecher, Projektmanager, Partner, Kollege und nicht zuletzt Wächter über die Handlungsspielräume kommender Generationen. Gefragt sind Kreativität, Vertrauen erzeugende Offenheit und die Fähigkeit, auf Anliegen einzugehen. Zentrale Voraussetzung ist die Bereitschaft zu Planungsprozessen mit nicht vorhersehbarem Ausgang.
Mit der Wirkungskontrolle wird einerseits gegenüber den politischen Behörden Rechenschaft über die Zielerreichung abgelegt. Andererseits dient sie der fachlichen Überprüfung des ausgeführten Vorhabens. Was hat sich bewährt, was ist gut, was muss geändert werden, wo öffnen sich Freiräume für die nächsten Projekte? Lernen aus der Erfahrung ist das fachliche Credo. Das flächige Queren im Zentrum von Köniz und der Shared-Space-ähnliche Lösungsansatz sind letztlich das Ergebnis derartiger Wirkungskontrollen in den zurückliegenden 20 Jahren.

## Strassenumgestaltungen nach dem Berner Modell

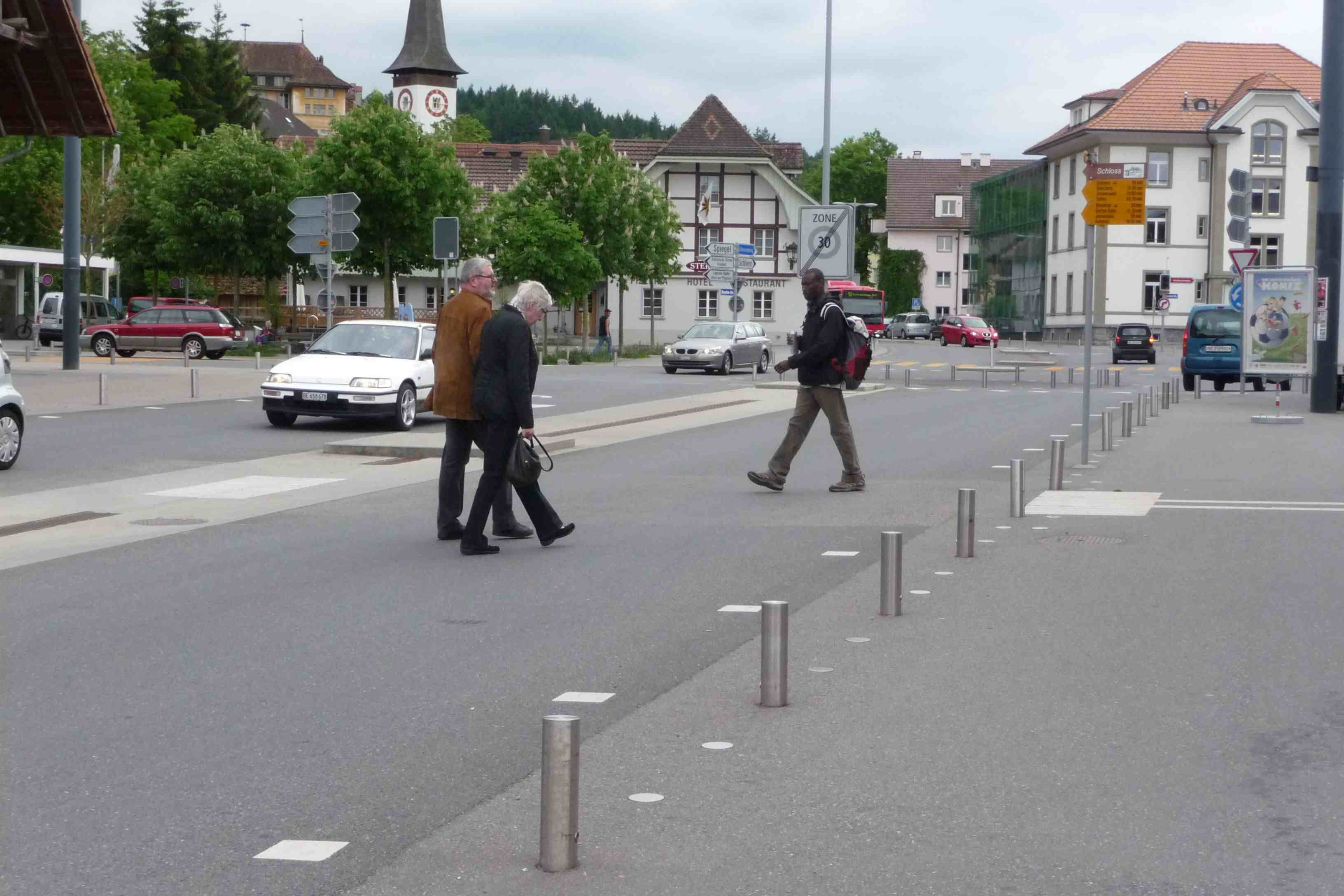
Schwarzenburgstrasse Köniz

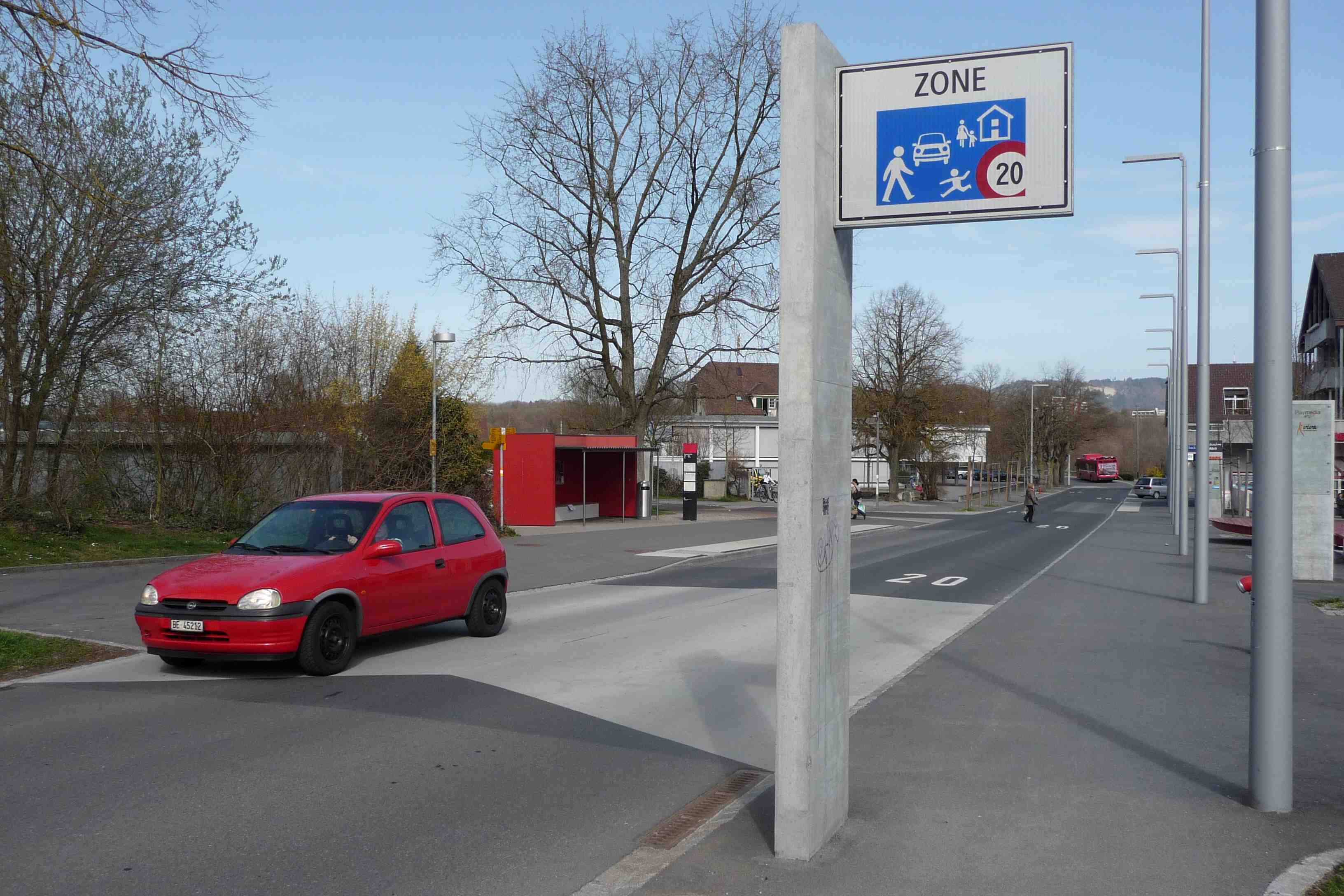
Kalchackerstrasse Bremgarten

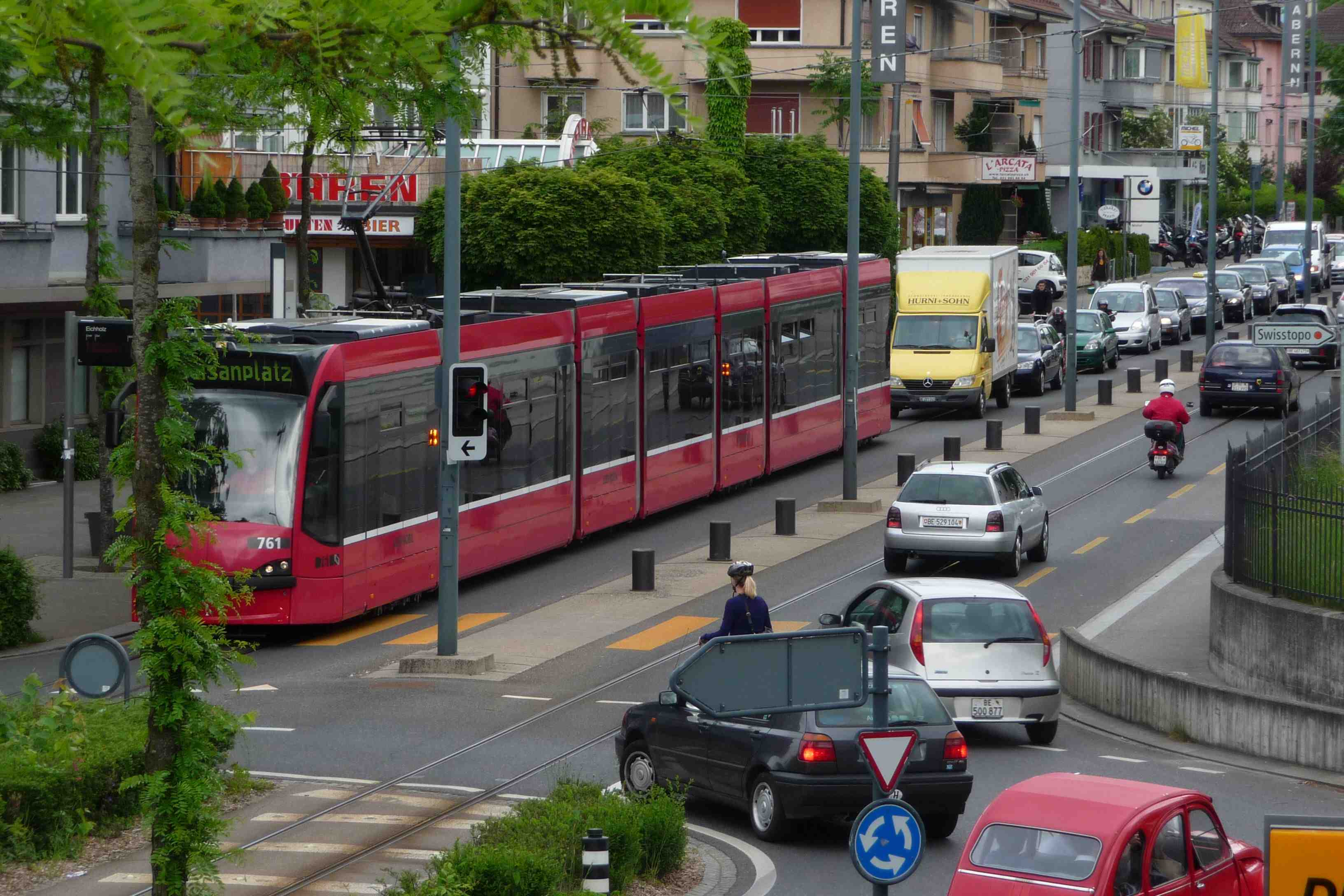
Seftigenstrasse Wabern

Schwarzenburgstrasse, Köniz (2005): Die Kantonsstrasse zeigt mit täglich 17'000 Autos, intensivem Busverkehr und starken Fussgängerströmen zwischen den beiden Großhandelsunternehmen ein hohes Verkehrsaufkommen. Ein 300 m langer Abschnitt wurde in die Tempo-30-Zonen auf den umliegenden Gemeindestrassen integriert. Die Fussgänger können die Strasse an jeder Stelle queren. Die Fussgängerstreifen wurden entfernt. Ein 2 m breiter Mehrzweckstreifen in der Strassenmitte erleichtert das Queren. Die Wirkungskontrolle zeigt, dass sich die Verkehrssituation für alle Verkehrsteilnehmer deutlich verbessert hat. Insbesondere sind die Unfälle um rund ein Drittel zurückgegangen.
Kalchackerstrasse, Bremgarten bei Bern (2008): Die Kantonsstrasse im Zentrum von Bremgarten weist mit 2'000 Autos pro Tag relativ wenig Individualverkehr aber reichlich Busverkehr auf. Um den vielen querenden Fussgängern, insbesondere den Schulkindern und den Senioren des Altersheims besser gerecht zu werden, wurde auf der Kalchackerstrasse eine Begegnungszone mit Tempo 20 und Fussgängervortritt eingerichtet. Die Kinder werden seither deutlich besser respektiert und zeigen auch eine höhere Aufmerksamkeit.
Dorfstrasse, Neuenegg (2003): Die Gemeinde und ein Großhandelsunternehmen erstellten zwischen dem neuen Ladenzentrum und der Kantonstrasse (6'000 Fahrzeuge je Tag Tempo 50 generell) einen Platz von 80 m Länge. Dadurch entstand ein starkes Bedürfnis nach flächenhaften Querungsmöglichkeiten, dem ein einzelner Fussgängerstreifen nicht gerecht wird. Die Strasse erhielt in diesem Bereich einen roten Belag, auf Fussgängerstreifen wurde verzichtet. Dank der engen Zusammenarbeit mit der Schule und dem Verkehrsinstruktor kommen die Schulkinder mit der Situation gut zurecht.
Seftigenstrasse, Wabern bei Bern (1997): 21'000 Fahrzeuge je Tag. Seit der Umgestaltung teilen sich der Individualverkehr und die Strassenbahn eine Fahrspur. Der Raum wurde für Radstreifen und einen Mehrzweckstreifen in der Strassenmitte genutzt. Seither hat sich trotz der noch vorhandenen Fussgängerstreifen das direkte Queren eingebürgert. Das Fahrtempo liegt tagsüber trotz Höchstgeschwindigkeit von 50 km/h bei rund 35 km/h.
Bernstrasse, Zollikofen (1992–1998): An der von 20.000 Fahrzeugen pro Tag stark befahrenen Bernstrasse wurden verschiedene Untersuchungen zur Verstetigung des Verkehrs und Reduktion der Luftbelastung durchgeführt. Sozusagen als Nebenprodukt zeigte sich das grundsätzlich grosse Bedürfnis nach flächigen Querungsmöglichkeiten. Zusätzliche Fussgängerstreifen sind aus lufthygienischer Sicht eine schlechte Antwort auf dieses Bedürfnis. Der Mehrzweckstreifen hingegen, der in Zollikofen Premiere feierte und primär als Warteraum für den linksabbiegenden Verkehr gedacht war, wurde von den Fussgängern zunehmend dazu genutzt, die Strasse unter Ausnutzung von Lücken im Strom zu queren. Die Folge: deutlich weniger Stopps und damit eine Reduktion der Schadstoffbelastung der Luft von 20 bis 25 %.

## Shared-Space-Ansatz
Das Berner Modell ist eine Vorgehens- und Planungsphilosophie, die auf den fünf Schlüsselelementen verkehrspolitische Grundsätze, Instrumente zur konkreten Umsetzung, partizipativem Planungsprozess, neuem Rollenverständnis der Planenden und Wirkungskontrollen beruht. Es geht grundsätzlich ergebnisoffen an die Erarbeitung von Lösungen heran. Der Shared-Space-Ansatz weist ähnliche Schlüsselelemente auf. Im Gegensatz zum Berner Modell hat Shared Space jedoch ab Beginn des Prozesses einen spezifischen Lösungsansatz im Auge. Dazu gehören die flächige Gestaltung des Strassenraums und der Verzicht auf Ampeln und Beschilderungen. Die dadurch entstehende Verunsicherung soll die Verkehrsteilnehmer zu mehr Blickkontakten, Verständigung und Rücksichtnahme veranlassen. Beide Ansätze verfolgen dieselben Ziele: hohe Koexistenz unter den Verkehrsteilnehmenden, gute Verträglichkeit des Verkehrs und eine gesamtheitliche Betrachtung des öffentlichen Raumes.

## Kritik und Auswertung
Wie bei allen neuartigen Lösungsansätzen zur Bewältigung von innerörtlichen Verkehrsproblemen muss auch beim Berner Modell genau geprüft werden, ob die angestrebten Ziele auch erreicht werden. Die Zahl von Studien und Untersuchungen wissenschaftlicher Art ist bei dieser eher lokal angesiedelten Planungsphilosophie eher gering. Am Beispiel der Seftigenstrasse in Wabern wurde von der Universität Bern im Jahr 2000 die Wirksamkeit der Umgestaltung nach dem Berner Modell untersucht. Dabei wurde feststellt, dass das Hauptziel, die Herabsetzung der Trennwirkung, in hohem Ausmass erreicht werden konnte. Eine wesentliche Veränderung des Modal Split und eine Reduzierung des MIV fand allerdings nicht statt. Für den Fall, dass der MIV weiter steigen sollte, wird die Wirksamkeit des gesamten Umbaus gefährdet.